# Marienfeld (Much)
Marienfeld ist ein Ortsteil der Gemeinde Much im Rhein-Sieg-Kreis in Nordrhein-Westfalen. In Marienfeld steht die katholische Kirche St. Mariä Himmelfahrt.

## Geschichte

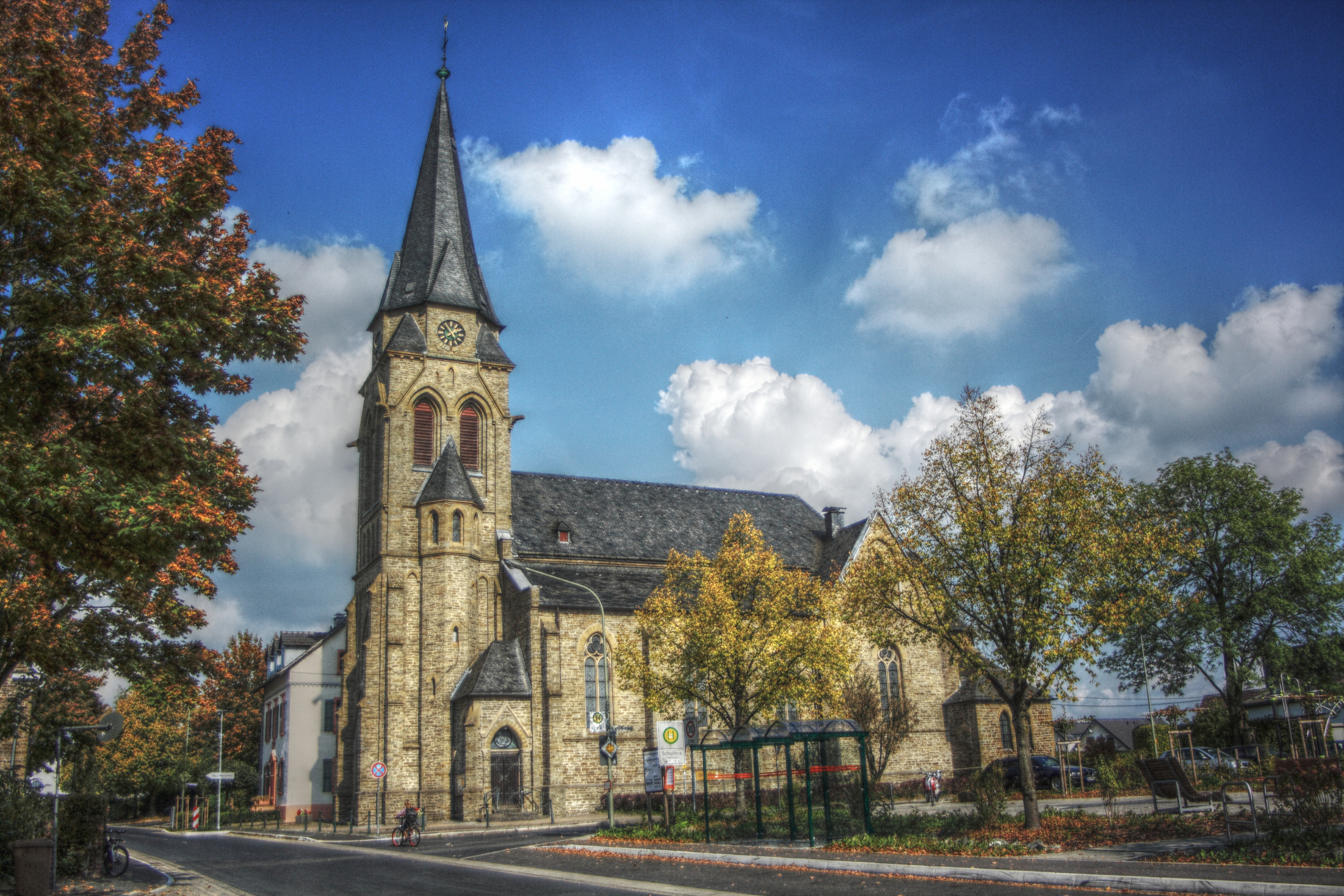
Marienfelder Kirche St. Mariä Himmelfahrt
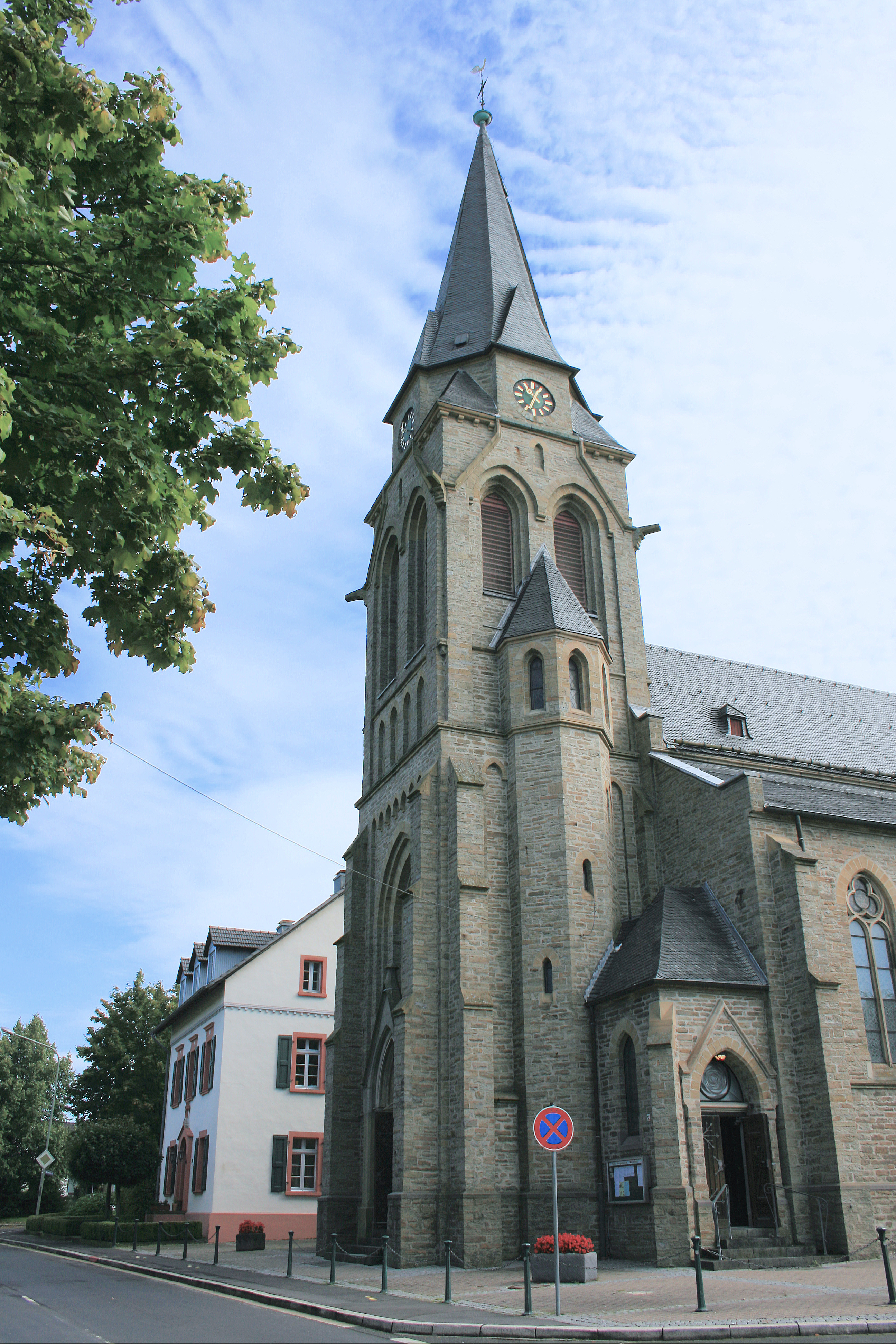
Kirchturm von St. Mariä Himmelfahrt
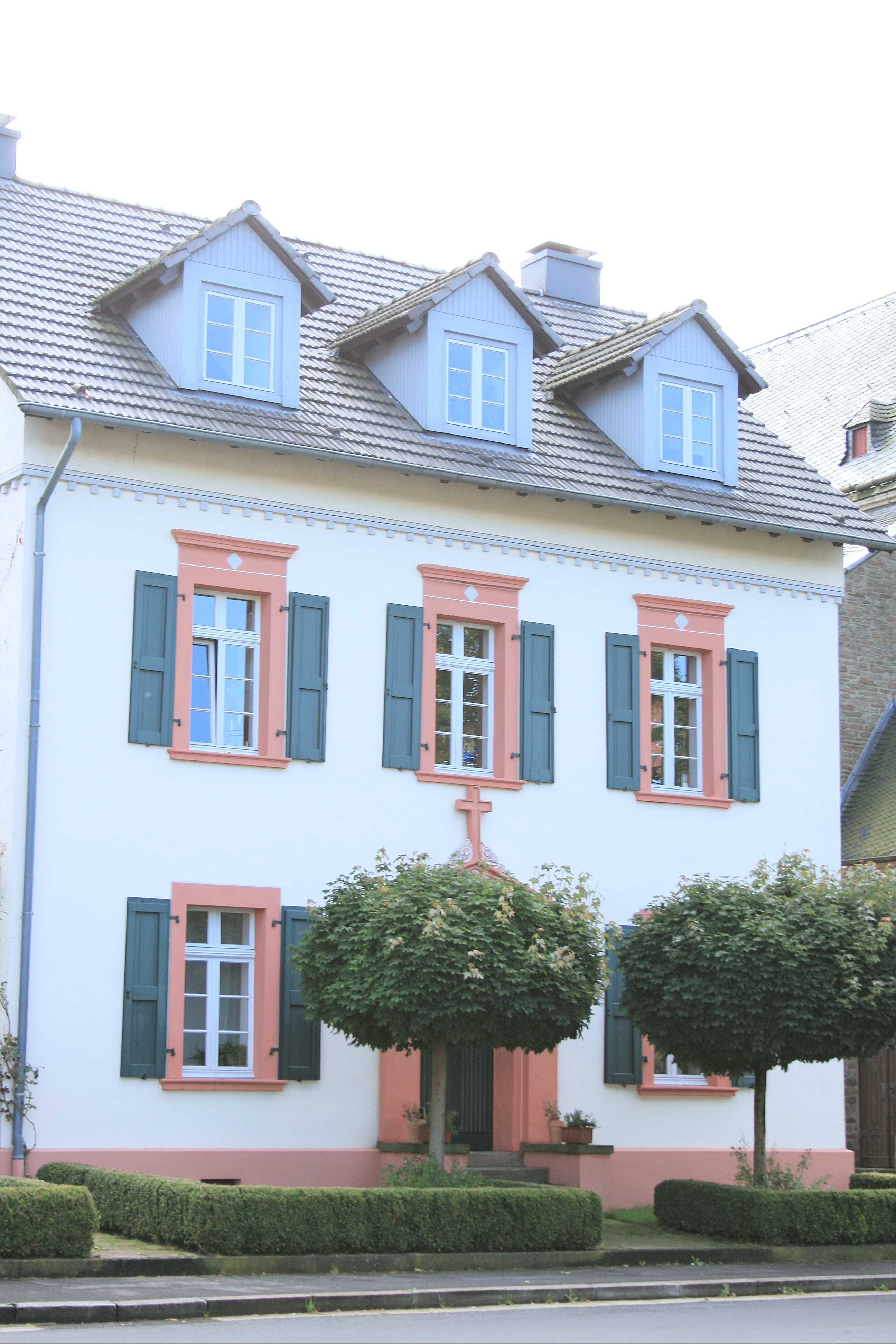
Ehemaliges Pfarrhaus
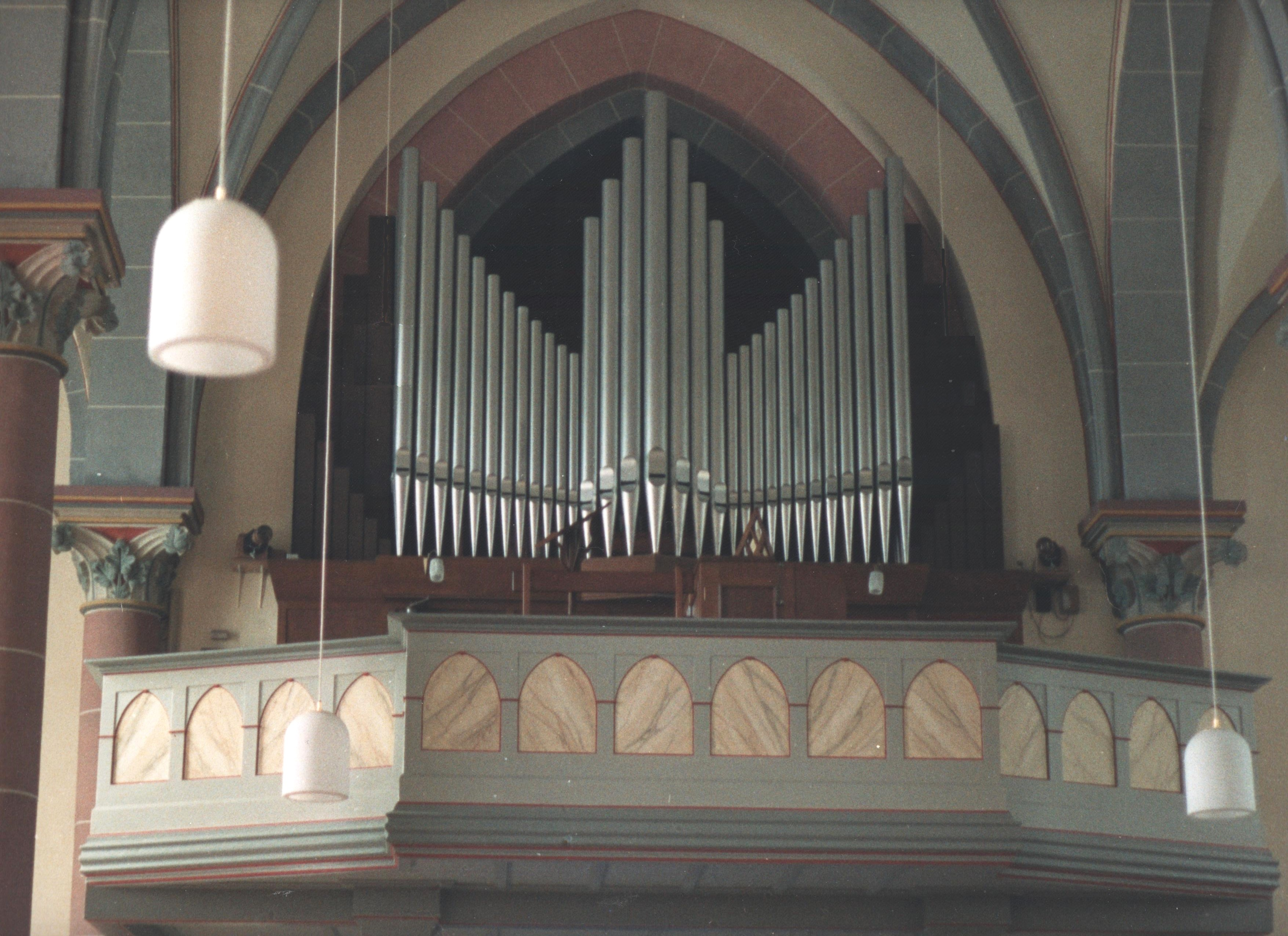
denkmalgeschützte, pneumatische Orgel der kath. Pfarrkirche

Die Anfänge Marienfelds liegen in einer 1837 errichteten öffentlichen Schule. Sie wurde in der Nähe des Gehöftes Ortsiefen als „Schule Ortsiefen“ für die Kinder aus der Umgebung gebaut.
Jahre später entstand der Wunsch, für die Orte der Schulgemeinde eine eigene Kirche zu errichten. Steuerinspektor Johann Thelen aus Strunkhausen ergriff die Initiative zum Bau einer Kirche in der Nähe der Schule, indem seine Familie Grundstücke für Kirche, Pfarrhaus und Friedhof  zur Verfügung stellte sowie eine beträchtliche Geldsumme stiftete. Auf Anregung Thelens wurde ein Kirchenbauverein gegründet, dessen Mitglieder eine größere Summe zum Kirchenbau einbrachten sowie Hand- und Spanndienste leisteten. 1864 wurde mit kirchlicher Genehmigung mit dem Bau der Kirche begonnen, um die ein Dorf entstehen sollte. Thelen gab dem geplanten Dorf den Namen Marienfeld, der nach einer Eintragung in der Schulchronik von der Regierung in Köln im Jahre 1864 genehmigt wurde.
Im Jahre 1864 wurde auch mit dem Bau des ersten Hauses begonnen, das 1866 bezogen wurde. Anstatt der bisherigen Bezeichnung „Schule Ortsiefen“ setzte sich ab 1866 der Name Marienfeld durch. 1869 folgte ein Wohn- und Geschäftshaus, danach wurden noch drei Häuser gebaut, die bei der Einweihung der Kirche „St. Mariä Himmelfahrt“ und der Bestätigung Marienfelds als Pfarre bezogen waren. Nach der Katasterkarte von 1828, fortgeschrieben bis 1872, sind außer Kirche und Schule diese fünf Häuser eingezeichnet.
Es folgten das Pfarrhaus und weitere Häuser, sodass in wenigen Jahren um Kirche und Schule ein Dorf entstand, das mit Handwerkern und Geschäften zum Zentrum der neugebildeten Pfarrgemeinde wurde. Es entwickelte sich ein starkes Zusammengehörigkeitsgefühl, das sich auch in der Gründung von Vereinen zeigte, von denen einige heute noch bestehen.
Marienfeld gehörte nach dem Ersten Weltkrieg bei der Besetzung des Rheinlandes als Grenzort des rechtsrheinischen Brückenkopfs Köln zum besetzten Gebiet. Im Zweiten Weltkrieg bezog im Winter 1944/45 die Familie Heinrich Böll in Marienfeld eine Notunterkunft; ein Sohn wurde auf dem hiesigen Friedhof beigesetzt.

## Museum
- Technik- und Bauernmuseum, Berzbach 20[2]
- Museum für Rassegeflügelkunde von 2009[3]

## Regelmäßige Veranstaltungen
- Rosenmontagsparty des Ortsvereins Marienfeld im Dorfvereinshaus.
- Tanz in den Mai – Zeltfest vom Marienfelder „Tanz in den Mai“-Team
- Sportwoche des VfR, ein Vorbereitungsturnier für die neue Fußballsaison, auf dem Marienfelder Kunstrasenplatz.
- Märchentheater: Aufführung eines Märchens durch die Laienspielgruppe Marienfeld alljährlich im Spätherbst.
- Marienfelder Martinsmarkt: im November wird Kunsthandwerk und (Weihnachts-)Dekoration angeboten, dazu zünftige Bewirtung und Musik-Unterhaltung beim Dorfvereinshaus.
- Kirchen-Konzert am 3. Advent: Das Jahres-Konzert der Kirchengemeinde am 3. Advents-Sonntag. Unter Federführung von „Cäcilia“ Marienfeld konzertieren die örtlichen Chor- und Instrumental-Gruppen.
- Silvesterveranstaltung des Ortsvereins Marienfeld zum Jahresausklang im Dorfvereinshaus.